# Ukhtokhma
Ukhtokhma (en rus: Ухтохма) és un poble de l'óblast d'Ivànovo, a Rússia, que en el cens del 2010 tenia 440 habitants.